# Herbert-Weichmann-Brücke

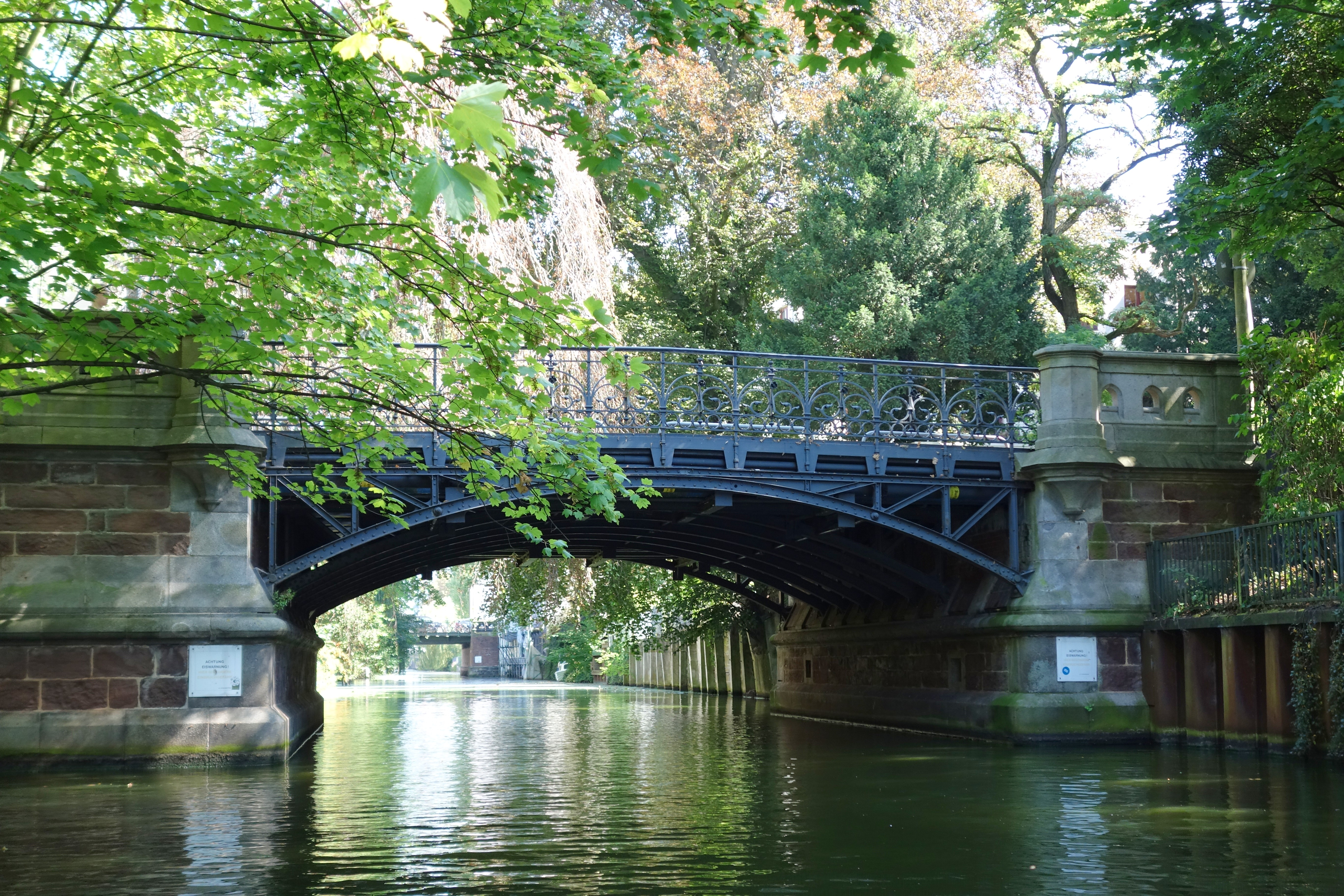
Herbert-Weichmann-Brücke

Die Herbert-Weichmann-Brücke ist eine Straßenbrücke im Hamburger Stadtteil Uhlenhorst. Mit ihr überquert die gleichnamige Straße den Uhlenhorster Kanal. Die Brücke ist seit 1985 nach dem ehemaligen Hamburger Bürgermeister Herbert Weichmann benannt. Zuvor hieß sie Adolphstraßenbrücke und wurde zeitgleich mit der Straße umbenannt. Der ursprüngliche Name ging zurück auf den Hamburger Kaufmann Adolph Jencquel. Jencquel gehörte zu der Gruppe Investoren um August Abendroth, die zur Mitte des 19. Jahrhunderts die Uhlenhorst erschloss und dabei zahlreiche Kanäle angelegt hatte.
Die heute unter Denkmalschutz stehende Herbert-Weichmann-Brücke wurde im Jahr 1893 errichtet. Es handelt sich um eine zwischen Steinwiderlagern errichtete Eisenfachwerkbrücke in Bogenbauweise.
Die Herbert-Weichmann-Brücke ist mit der Nummer 20582 als Kulturdenkmal in der Denkmalliste der Hamburger Behörde für Kultur und Medien eingetragen.